# Сирия, Хосе Мануэль
Хосе́ Мануэ́ль Си́рия (исп. José Manuel Ciria; род. 1960) — известный испанский художник. Высоко ценится в международной среде, один из наиболее значимых художников своего поколения. Учился в Испании, с 2005 года живёт в Нью-Йорке, работает в собственной мастерской.

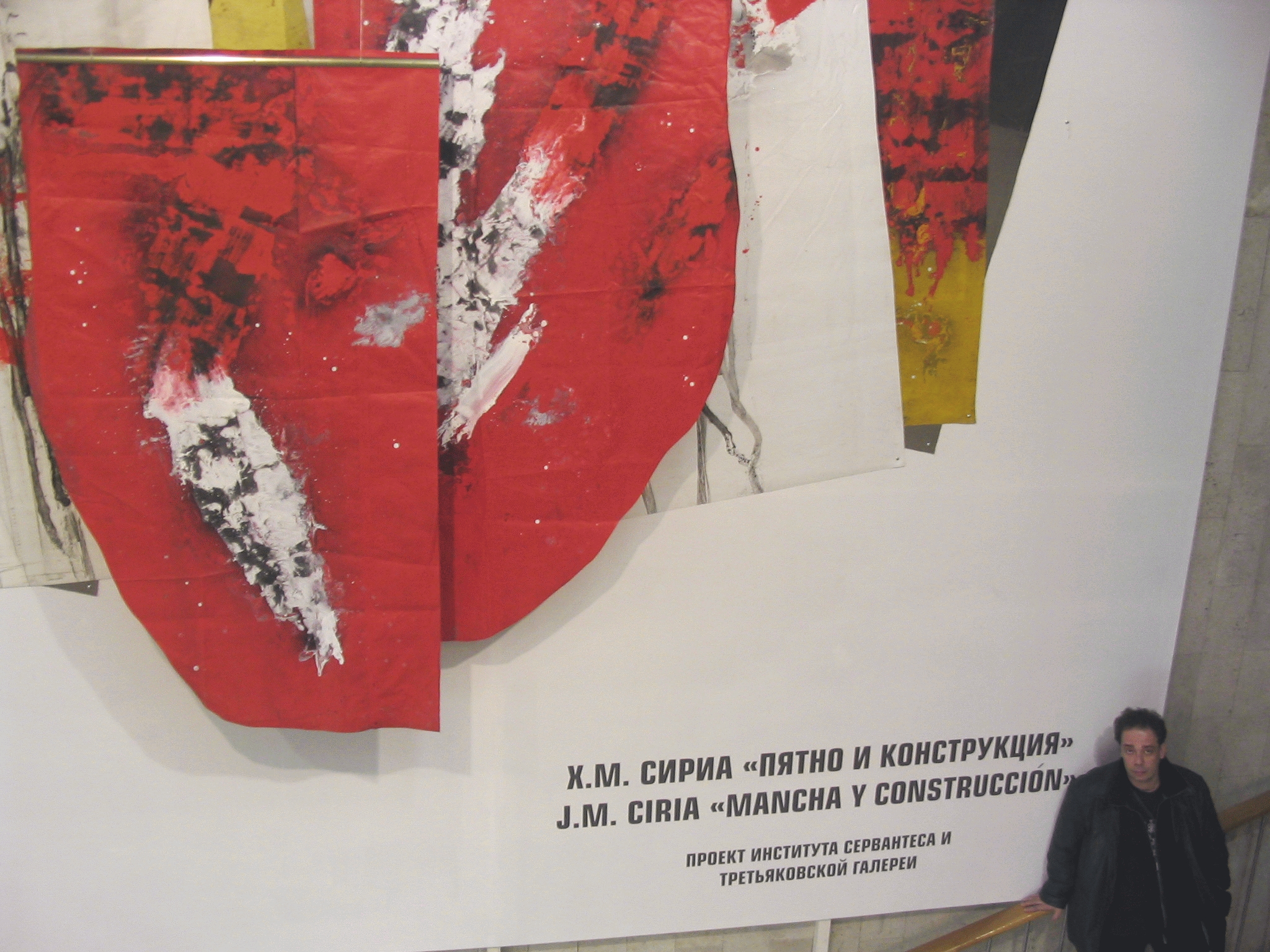
Хосе Мануэль Сирия в Москве, на монтаже своих произведений

Творчество Хосе Мануэля Сирия тесно связано как со свободой, движением и неформальностью, так и с планированием, геометрией и конструктивизмом, оно балансирует между абстракцией и образом. Отличительная черта его творчества — диалог между расплывчатостью цветового пятна и строгостью геометрии. Из-за этого он много экспериментирует с материалами — поверхностями и изобразительными средствами.
Художника интересует и теория: в частности, в начале 1990-х годов он разрабатывал программу абстрактного исследования хаоса и порядка, в которой осуществил подробный анализ составных элементов пластического образа. Сирия сочетает академическую выучку с самостоятельным исследованием критериев исторического авангарда.
С 2005 года, после переезда в Нью-Йорк, начался новый этап его творчества: размышление, уменьшение роли живописи и оживление линии как несущей конструкции композиции и вытекающей из этого стабилизации нечёткости, баланса между абстракцией и образом. В последних работах художник восстанавливает и усиливает два полюса своего абстракционизма. Пятно стало более интенсивным, свободным, драматическим, в то время как линия фона подчёркивает свою созидательную точность.

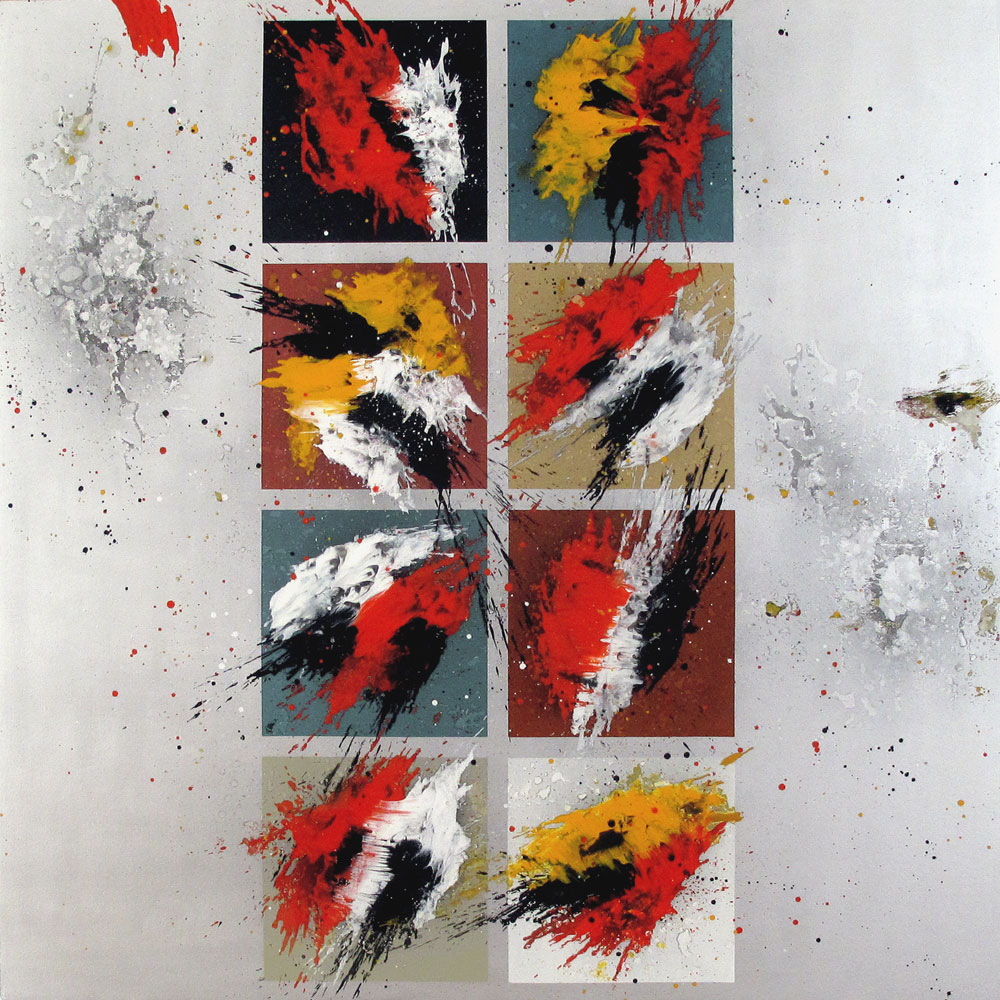
Painting of Carole. Abstract memory series. 2010. Oil on canvas. 79" x 79"

Отмечен многочисленными премиями, в том числе особой премией имени королевы Софии от Испанской ассоциации художников и скульпторов на 66-м Осеннем салоне; первой премией международного жюри на Втором международном триеннале графического искусства (1997); первой премией и золотой медалью международного жюри на Пятом биеннале в Каире (1994). В 2001 г. получил стипендию от Министерства культуры и науки Израиля для создания театра-музея в Тель-Авиве.
Выставки художника проходят по всему миру. Работы Хосе Мануэля Сирии находятся в составе коллекций музеев современного искусства в Испании и во всём мире. В частности, его работы есть в Центре искусств королевы Софии (Мадрид), в Валенсийском институте современного искусства, в музее Альбертина (Вена), «Чейз Манхэттен Банке» (Нью-Йорк). В Москву художник приехал по приглашению Института Сервантеса, создав прямо перед выставкой в Зале Актуального искусства Новой Третьяковской Галереи композицию «Пятно и конструкция».